# フォン語
フォン語（フォン語: Fon gbè）は、ニジェール・コンゴ語族のグベ語群に属する言語である。話者は主にベナンに居住するフォン人（フォン族）の人々である。話者数はおよそ170万人である。フォン語は、他のグベ語群の言語のようにSVO型語順をもち、分析的言語である。

## 音韻論

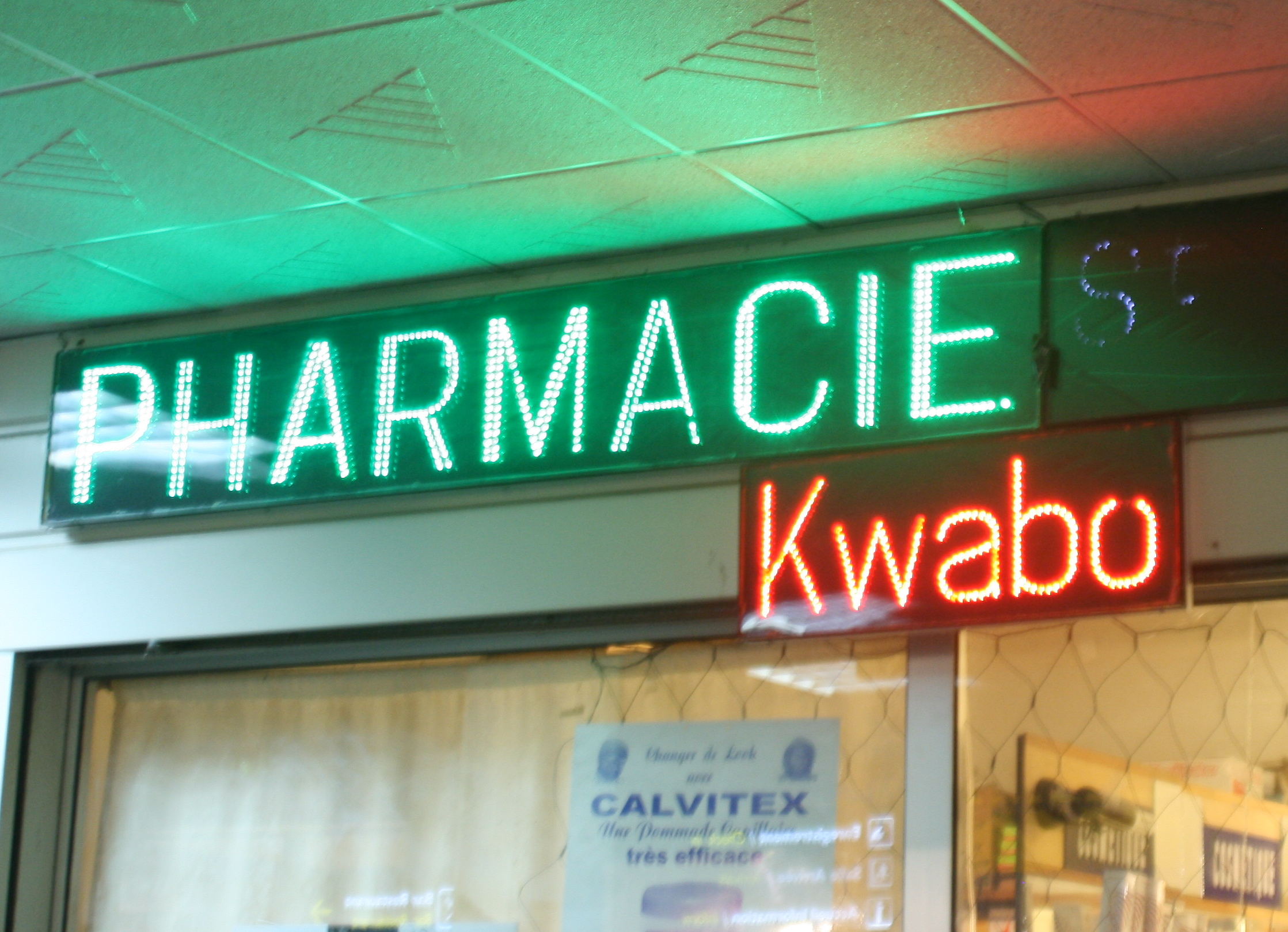
フォン語で"Welcome" (Kwabɔ)、コトヌーの空港にある薬局にて

フォン語はいくつかの口母音と鼻母音がある。
|          | 前舌母音 | 中舌母音 | 後舌母音 |
| -------- | -------- | -------- | -------- |
| 狭母音   | [i] [ĩ]  |          | [u] [ũ]  |
| 半狭母音 | [e] [ẽ]  |          | [o] [õ]  |
| 半広母音 | [ɛ] [ɛ̃]  |          | [ɔ] [ɔ̃]  |
| 広母音   |          | [a] [ã]  |          |